# Trichesthes calculisternis
Trichesthes calculisternis är en skalbaggsart som beskrevs av Saylor 1942. Trichesthes calculisternis ingår i släktet Trichesthes och familjen Melolonthidae. Inga underarter finns listade i Catalogue of Life.